# Николај Иванович Дубина
Николај Иванович Дубина (рус. Дубина Николай Иванович; Дидичи, 2. јануар 1932 — Кијев, 13. јануар 2017) био је доктор филолошких наука, професор на универзитету, директор у средњим школама и члан Академије наука високог образовања Украјине. Такође, Игор је био и инострани члан Академије наука и умјетности Републике Српске од 2011. године.

## Биографија
Рођен је у селу Дидичи Криверцивског рејона Волињске области. Након завршетка средње школе и педагошког универзитета, од 1954. године ради као директор средњих школа и предаје у Ровенској музичкој школи.
Од 1959. године његова каријера је повезана са Кијевским националним универзитетом, гдје је завршио аспирантуру, радио као доцент, а током 1980–1995. као професор Катедре теорије литературе и литература народа СССР. Години 1963. одбранио је дисертацију, а 1978. године докторску дисертацију.
Радио је на одговорним мјестима у Државном литературном издаваштву, Предсједништву Националне академије наука Украјине, у Кијевском универзитету „Т. Шевченко”, Националној академији одбране Украјине, Међуресорном институту управљања. Управо зато се одважио измјерити духовну снагу таквих величина као што су Иван Франко, Лесја Украјинка, Васиљ Стефаник, Иван Карпенко-Кариј, или дотакнути се дијела Максима Риљског, Владимира Сосјури, Васиља Бобинског и још у низу украјинских писаца.
Преко три деценије М. И. Дубина је учествовао у образовању научних и умјетничких кадрова на стогодишњем универзитету. Под његовим вођством изашле су генерације дипломанада, а 19 истраживача су постали кандидати и доктори наука, чинећи његову заиста високу научну школу.
Микола Иванович је непосредно учествовао у стварању капиталних дјела као што су Украјинска совјетска енциклопедија, Украјински совјетски енциклопедијски рјечник, „Шевченков рјечник”, „Литературна енциклопедија“. Бјелоруси су му захвални за превод дјела Ивана Науменка, Руси за превод Миколе Грибачова, Јасна Пољана (Русија). У публицистичким чланцима и написима покретао је оштре савремене друштвене проблеме, националне односе грађана Украјине, величао је оне који су се борили и боре се за њену независност.
Низ високошколских установа додијелиле су му звање почасног доктора наука и почасног професора. Популарни су и у широкој примјени његови уџбеници, приручници и хрестоматије.
Аутор је преко 600 научних радова, од којих преко 30 посебних издања монографија, уџбеника, приручника, програма и методичких упутстава. Његови радови посвећени су истраживању фундаменталних проблема историје украјинске класичне и нове литературе, теорије литературе, међуславенских литературних односа.
Средином 60-их година 20. вијека а релизовао је циклус радова везаних са проблемима приказа свестране улоге и изванредног, непроцјењивог значаја личности и умјетничког дјела Т. Шевченка у буђењу и развоју укупног политичког и културно-просвјетног живота западне Украјине. Ради се о неколико десетина истраживачких радова штампаних током шездесетих деведесетих година 20. вијека на страницама централне републичке периодике, посебних научних зборника, издања у Пољској, Чехословачкој, САД, Канади, СССР и др.
Посебан дио научног рада и дјела Дубине заузима Академија наука високог образовања Украјине, у којој он, почев од 1993. године, руководи научним и организационим радом. АНВО Украјине у свом саставу има 24 стручна одјељења, 25 регионалних одјељења, четири научна центра. Његовом иницијативном основано је одјељење радиофизике и електронике, одјељења права, проблема психичког здравља; подржава истраживања у области информатике, науке о материјалима, биологије, медицине и других научних области.
Добитник је златне медаље „Independence” од Националне уније новинара 2011. године, медаље Verkhovna Rada 2012. и звијезде „Patriot of Ukraine” 2013. године. За иностраног члана Академије наука и умјетности Републике Српске изабран је 9. децембра 2011. године.
Преминуо је 13. јануара 2017. године у Кијеву.